# Brăduleț
Brăduleț là một xã thuộc hạt Argeș, România. Dân số thời điểm năm 2002 là 2158 người.